# Nototriche pedatiloba
Nototriche pedatiloba là một loài thực vật có hoa trong họ Cẩm quỳ. Loài này được A. W. Hill mô tả khoa học đầu tiên năm 1909.